# Stewart Udall

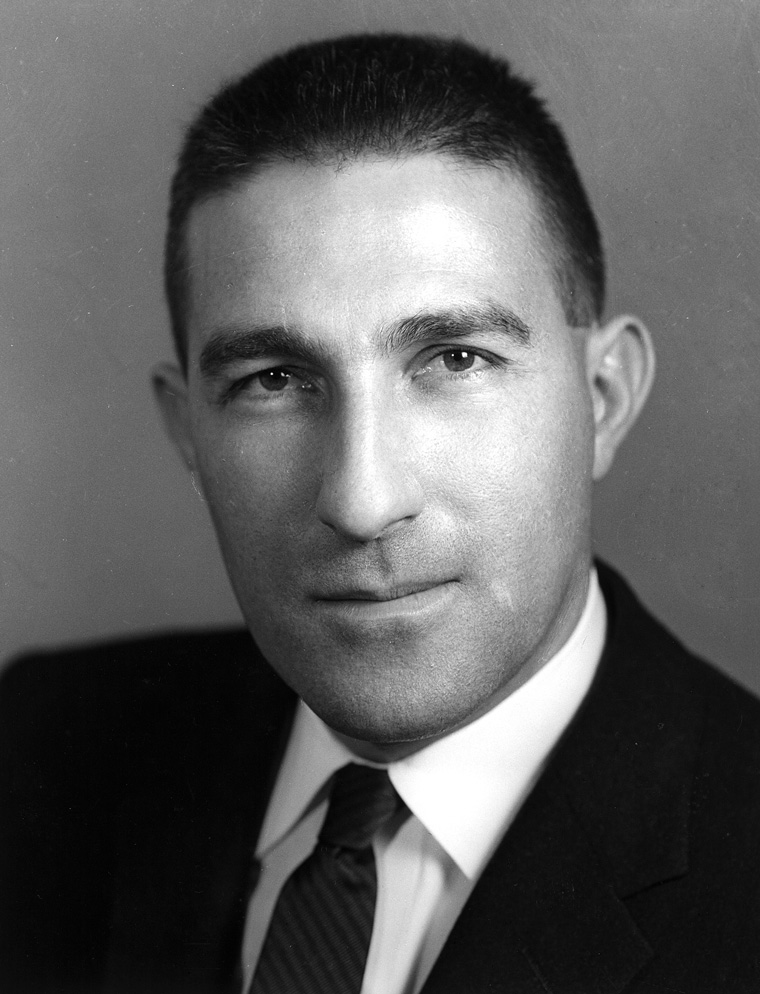
Stewart Udall, in den 1960er Jahren

Stewart Lee Udall (* 31. Januar 1920 in St. Johns, Arizona; † 20. März 2010 in Santa Fe, New Mexico) war ein amerikanischer Jurist und Politiker der Demokratischen Partei. Er war Mitglied des US-Repräsentantenhauses von 1955 bis 1961 und dann Innenminister unter den Präsidenten John F. Kennedy und Lyndon B. Johnson von 1961 bis 1969.
Heute wird er vor allem als Vorreiter der Umweltpolitik wahrgenommen.

## Leben
Stewart Udall war der Sohn des Juristen Levi Stewart Udall, dem mehrfachen Vorsitzenden des höchsten Gerichtshofes des Staates Arizona, aus einer etablierten mormonischen Familie. Er selbst beschrieb sich als nicht-praktizierenden Mormonen. Er studierte Rechtswissenschaften an der University of Arizona und unterbrach sein Studium um in der United States Army Air Forces Air Corps während des Zweiten Weltkriegs zu dienen. Er wurde vorwiegend als Bordschütze einer Consolidated B-24 in Italien eingesetzt. 1947 heiratete er Erma Lee Webb, sie bekamen insgesamt sechs Kinder. 1948 schloss er seine Ausbildung ab und ließ sich als Anwalt in Tucson nieder. Er begann sich in der Lokalpolitik zu etablieren und wurde bei den Kongresswahlen im November 1954 als Vertreter Arizonas in das US-Repräsentantenhauses gewählt. Dieses Mandat trat er im Januar 1955 an.
Nach dem Ende seiner politischen Karriere übernahm er eine Gastprofessur an der Yale University und gründete einen Think Tank für Umweltpolitik und Umweltrecht. Er ließ sich als Anwalt zunächst in Phoenix, Arizona, dann in Santa Fé in New Mexico nieder. In den 1970er und 1980er Jahren vertrat er in mehreren Aufsehen erregenden Verfahren Navajo-Indianer aus Nevada, Utah und Arizona gegen die Bundesregierung der Vereinigten Staaten wegen der Verseuchung ihrer Gebiete durch Uran-Förderung und Atomwaffentests. Die juristischen Verfahren scheiterten an der US-Doktrin der Sovereign Immunity, woraufhin Udall die Ansprüche auf die politische Ebene hob. 1990 wurden im Radiation Exposure Act den Opfern von Uranproduktion und Kernwaffentests bis zu 100.000 $ Entschädigung zuerkannt.
Außerdem arbeitete er als Publizist und schrieb über Naturschutz und Energiepolitik. Sein bekanntestes Buch ist The Quiet Crisis zur Umweltpolitik, es erschien 1963 in Reaktion auf Rachel Carsons Der stumme Frühling von 1962. Bei der Beerdigung von Rachel Carson 1964 erwies Udall ihr als Sargträger die letzte Ehre.

## Abgeordneter im Repräsentantenhaus 1955 bis 1961
Udall wurde in den Ausschuss für Inneres und Angelegenheiten der Inseln (Interior and Insular Affairs) sowie in den Ausschuss für Arbeit und Bildung entsandt. Er engagierte sich für Wasserbau-Projekte wie den Glen Canyon Dam am Colorado River einerseits und den Schutz spektakulärer Landschaften andererseits. Er arbeitete mit Senator John F. Kennedy an einem Programm zur Reform des Arbeitsmarktes und der Beschäftigungsförderung zusammen und unterstützte dessen Präsidentschaftskandidatur 1960.

## Innenminister der Vereinigten Staaten 1961 bis 1969

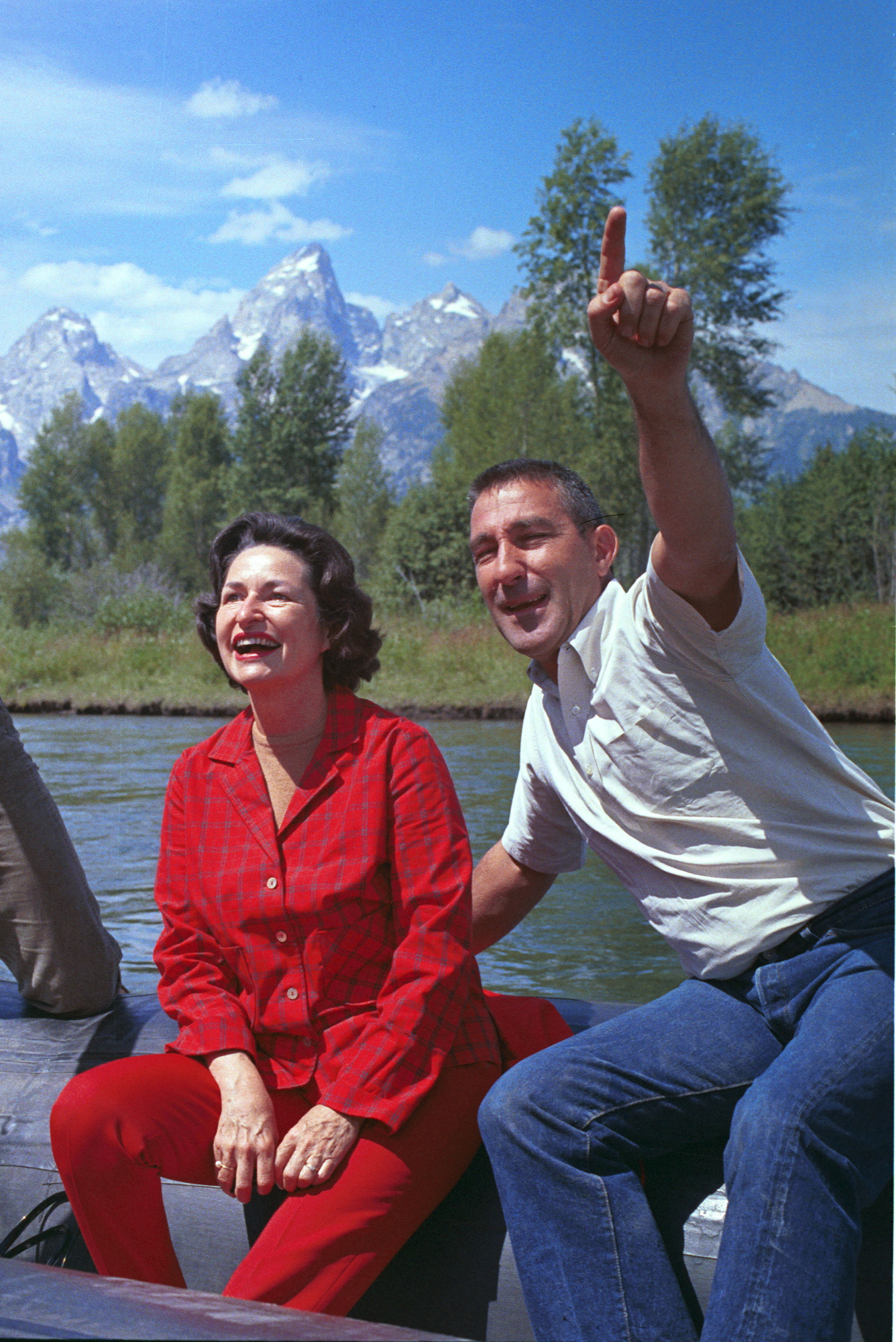
Udall bei einer Exkursion in den Grand-Teton-Nationalpark mit First Lady Lady Bird Johnson im August 1964

Präsident Kennedy berief Udall 1961 als Innenminister in sein Kabinett. Das Amt ging traditionell an einen Vertreter westlicher Bundesstaaten und Udall hatte Kennedys Kandidatur so erfolgreich unterstützt, dass die Stimmen Arizonas im Wahlmännerausschuss an ihn gingen. Udall behielt das Amt auch unter Kennedys Nachfolger Lyndon B. Johnson bis 1969.
In dieser Funktion begründete Udall wesentliche Teile der US-Umweltpolitik und prägte die Gesetzgebung bis heute. Beginnend mit der New-Frontier-Politik Kennedys und fortgesetzt in der Great Society Johnsons versuchten die Vereinigten Staaten einen gesellschaftspolitischen Aufbruch, der neben der Bürgerrechtsbewegung auch frühe Aspekte der Umweltpolitik umfasste. In Udalls Amtszeit als Innenminister fällt die Gründung des National Wild and Scenic Rivers Systems mit dem erstmals ökologisch und landschaftlich herausragende Flüsse dauerhaft aus der Nutzung für Wasserkraft genommen wurden. Dem folgte das National Trails System mit der Ausweisung von Fernwanderwegen durch besonders attraktive Landschaften und das Programm der National Natural Landmarks. Im Wilderness Act wurde die Klasse der strengsten Naturschutzgebiete der Vereinigten Staaten geschaffen. Udall legte auch den Grundstock für den späteren Endangered Species Act, das Artenschutz-Gesetz des Bundes. Weitere Projekte unter seiner Leitung waren der Clean Air Act von 1963 und der Water Quality Act von 1965, die Grenzwerte für Luft- und Wasserverschmutzung festlegten und besondere Schutzzonen begründeten.
Unter der Verwaltung des National Park Service wurden während Udalls Amtszeit vier Nationalparks, sechs National Monuments, acht National Sea- und Lakeshores, neun National Recreation Areas, 20 National Historic Sites eingerichtet, sowie 56 National Wildlife Refuges des United States Fish and Wildlife Service.
In der Kulturpolitik begründete er die Förderprogramme National Endowment for the Arts für Kunst und Kultur sowie das National Endowment for the Humanities zur Förderung der Geisteswissenschaften.
Zu Konflikten mit seinem Umweltengagement kam es wegen seiner durchgehenden Förderung von Staudamm-Projekten. Udall war ein Verfechter der Entwicklung des Südwestens der Vereinigten Staaten durch den Bau von Staudämmen zur Bewässerung und der Stromerzeugung. Sein größtes Projekt war die Idee, Wasser aus dem Columbia River nahe Portland, Oregon im längsten Kanal der Welt nach Arizona zu leiten, wo die Wasserführung des Colorado River nicht ausreichte, um die Pläne der Landwirtschaft in der Region zu erfüllen. Zur Stromversorgung sahen die Pläne zwei neue Staudämme am Colorado-River vor, durch die Teile des heutigen Grand-Canyon-Nationalparks geflutet worden wären.

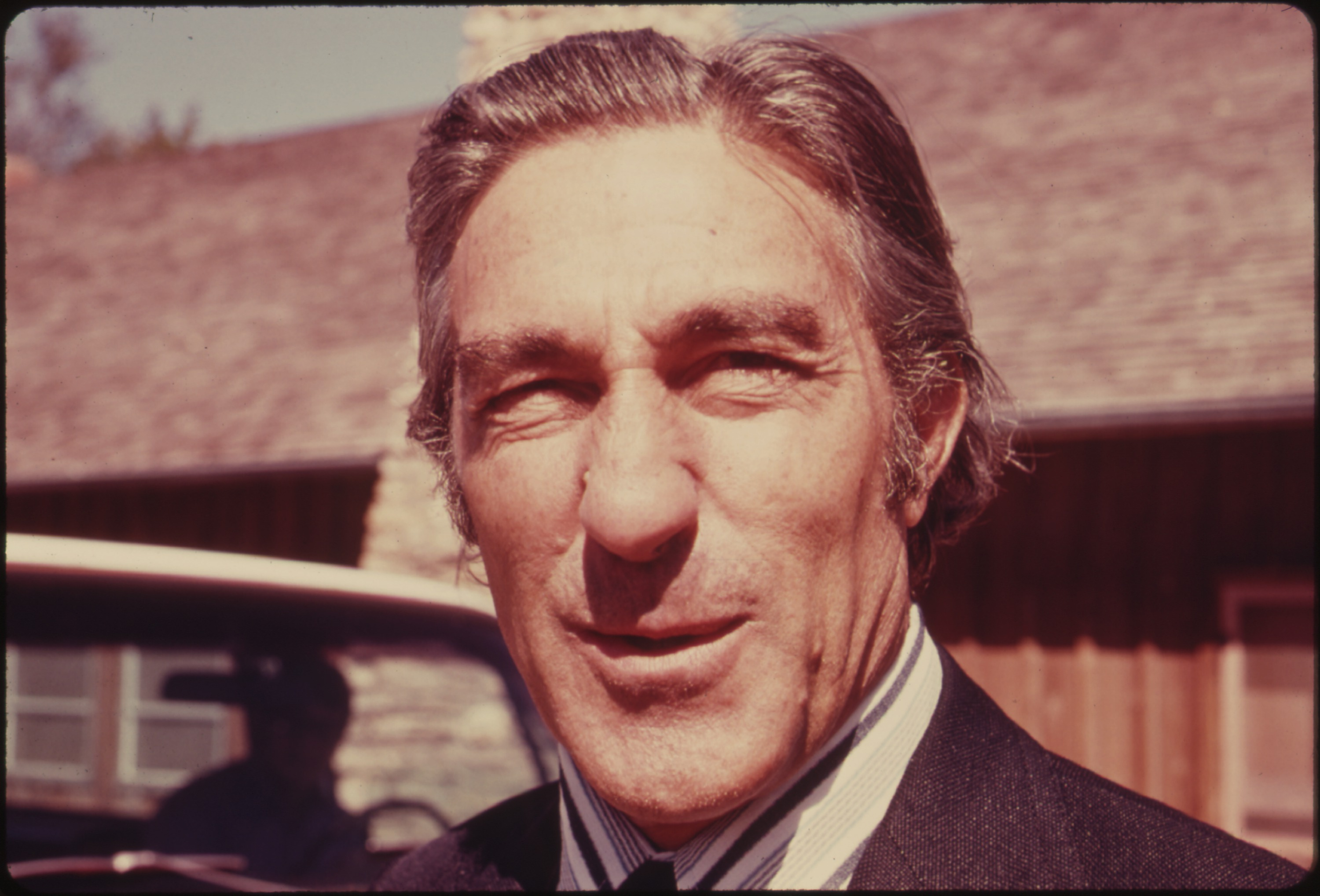
Udall 1974

Verwirklicht wurde schließlich das deutlich reduzierte Central Arizona Project. Vertreter beider großen Parteien unterstützten die unter Udall ausgearbeiteten Pläne für den größten Bewässerungskanal der Vereinigten Staaten, über den Wasser vom Colorado River bei Lake Havasu City zur Bewässerung von landwirtschaftlichen Flächen nach Zentral- und Südarizona abgeleitet wird. Statt der Staudämme im Grand Canyon wurden Kohlekraftwerke errichtet. Der Plan wurde formal 1968 unterzeichnet, die Arbeiten begannen 1973, die meisten Teile waren bis Ende der 1980er Jahre in Betrieb, die letzten Ausläufer jedoch erst 1993 in Betrieb genommen. Der Nutzen des Projektes ist bis heute umstritten, da Teile der Kosten auf die Farmer umgelegt wurden und sich zum Teil als prohibitiv hoch erwiesen. Farmer, die sich das Wasser nicht leisten konnten, mussten ihre Betriebe aufgeben.
Eine von Udall geplante und auf 500 Millionen Dollar angelegte Förderung der Wirtschaft in Indianerreservaten scheiterte 1967. Die Indianerpolitik der Vereinigten Staaten war noch durch den in den 1950er Jahren vorherrschenden Gedanken der Termination, der Aufhebung der Stammesrechte und die Assimilation der Indianer in die allgemeine Bevölkerung geprägt. Der Indian Resources Development Bill genannt Gesetzesentwurf von 1967 sollte den Indianervölkern eine wirtschaftliche Selbstverwaltung unter Garantie der kollektiven Rechte gewährleisten. Er wurde nie umgesetzt, nicht zuletzt, weil die indianischen Vertreter uneins waren, welche Form der Selbstverwaltung geeignet war und wie weit das Bureau of Indian Affairs als Garant für die kollektiven Rechte an Grund und Boden in die Entscheidungen der Völker einbezogen werden sollte. Die Indianerpolitik wurde erst lange nach der Amtszeit Udalls im Indian Self Determination Act von 1975 reformiert.

## Familie
Sein Bruder war der Kongressabgeordnete und Präsidentschaftskandidat (1976) Mo Udall, dessen Wahlkampf Stewart Udall als Manager unterstützte. Mo Udall verlor die Vorwahl der Demokraten gegen Jimmy Carter. Udalls Sohn Tom Udall war von 2009 bis 2021 Mitglied des US-Senats für den Bundesstaat New Mexico. Sein Neffe Mark Udall vertrat den Bundesstaat Colorado von 1999 bis 2009 im US-Repräsentantenhaus und anschließend bis 2015 im Senat der Vereinigten Staaten.

## Ehrungen
- 1968 verlieh ihm das Bates College den Ehrendoktor der juristischen Fakultät.
- 1986 wurde er als Ehrenmitglied in die Wissenschaftsvereinigung Sigma Xi aufgenommen.
- 1989 verlieh ihm König Juan Carlos I. von Spanien den Rang eines Ritters im Orden de Isabel la Católica für sein Buch To the Inland Empire über die spanischen Kolonialgeschichte und Kultur im Südwesten der Vereinigten Staaten.
- 1992 errichtete der Kongress der Vereinigten Staaten die Morris K. Udall and Stewart L. Udall Foundation, eine Bundesstiftung für Umweltthemen und zur Förderung der Indianer sowie der Ureinwohner Alaskas.
- 1997 wurde das Udall Center for Public Policies an der University of Arizona gegründet. Es organisiert und finanziert Forschung zu Umweltpolitik, Einwanderungs- und Indianerpolitik.
- 1999 Nuclear-Free Future Award der Franz-Moll-Stiftung für sein Lebenswerk[7]
- 2010 wurde das historische Hauptgebäude des Innenministeriums in Washington, D.C. in Stewart Lee Udall Department of the Interior Building umbenannt.[8]
- Point Udall, der auf der Insel Saint Croix, U.S. Virgin Islands gelegene östlichste Punkt der Vereinigten Staaten, wurde nach ihm benannt.